# Herbert Goldmann

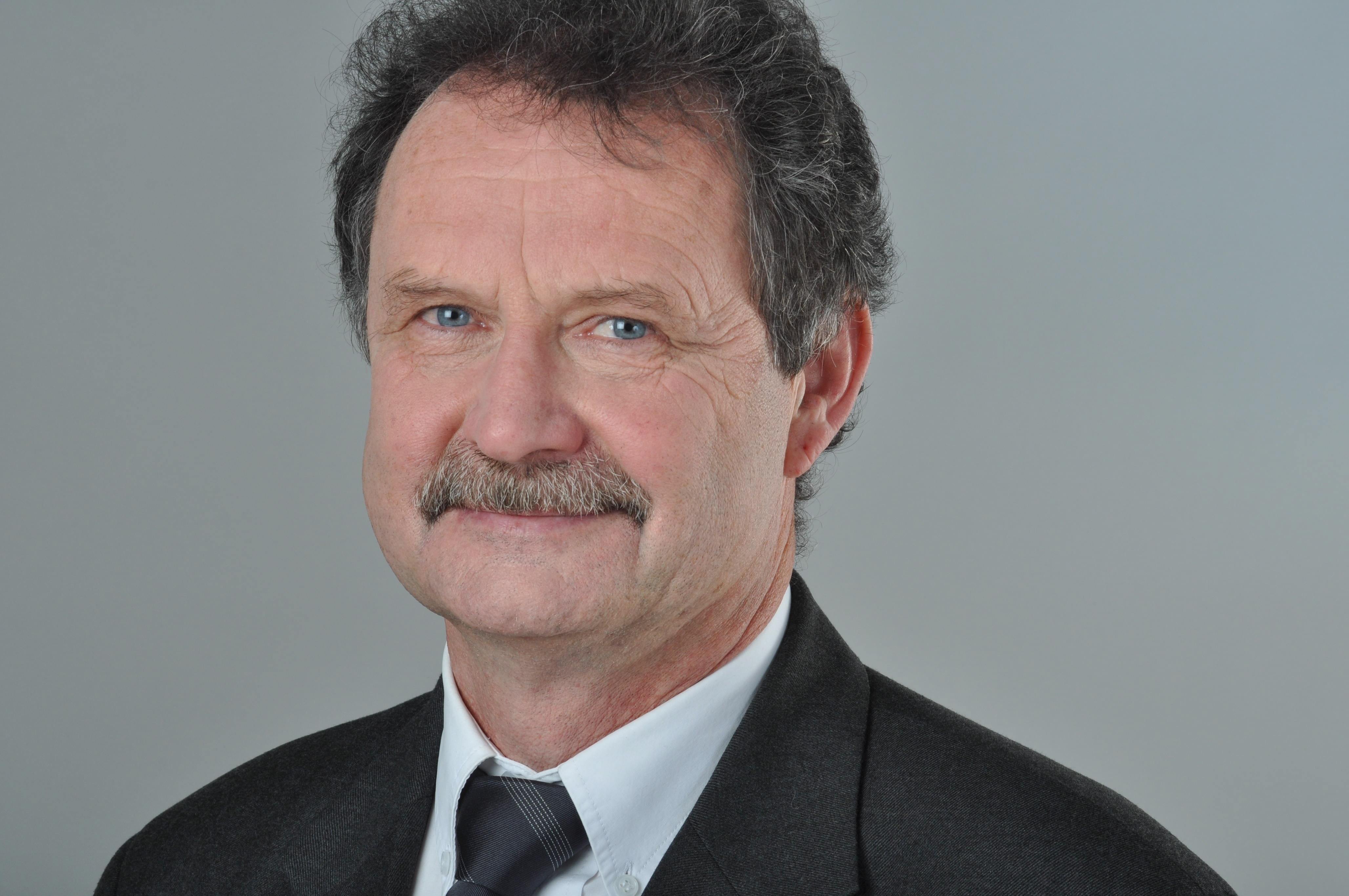
Herbert Goldmann (2013)

Herbert Franz Goldmann (* 28. Mai 1954 in Iserlohn) ist ein deutscher Verwaltungsbeamter und Politiker (Bündnis 90/Die Grünen). Er war von 2012 bis 2017 Abgeordneter im Landtag von Nordrhein-Westfalen.

## Leben
Nach der Mittleren Reife 1971 absolvierte Goldmann zunächst ein Praktikum bei der Stadt Iserlohn. Darauf folgte ab 1973 eine Ausbildung für den gehobenen nichttechnischen Dienst. Er legte 1976 die Fachhochschulreife ab, arbeitete im Anschluss im Iserlohner Baudezernat und besuchte die Fachhochschule für öffentliche Verwaltung Nordrhein-Westfalen in Hagen. Von 1978 bis 1981 folgte eine Fortbildung an der Verwaltungs- und Wirtschaftsakademie in Bochum. Der Diplom-Verwaltungswirt war von 1986 bis 1993 Verwaltungsprüfer beim Rechnungsprüfungsamt und von 1993 bis 2010 Leiter der Umweltabteilung der Stadt Iserlohn. Von 2010 bis 2012 war er Referent des Ressorts Planen, Bauen, Umwelt- und Klimaschutz.

## Partei und Politik
Goldmann ist seit 1988 Mitglied der Grünen. Er war von 1994 bis 1999 sachkundiger Bürger in der Kreistagsfraktion. Seit 1999 ist Herbert Goldmann Kreistagsmitglied des Kreises Unna und dort ab 2002 Fraktionsvorsitzender seiner Partei. Seit 2005 gehört er dem Verbandstag des Regionalverbands Ruhr an. Bei der Landtagswahl in Nordrhein-Westfalen 2012 errang er ein Mandat über die Landesliste seiner Partei, das er bis 2017 innehatte.
Herbert Goldmann ist verheiratet und hat drei Kinder. Er wohnt in Fröndenberg/Ruhr.